# Azerspace-1
Azerspace-1, или AzerSat (азерб. AzərSat-1), известный также как AzerSpace Africasat-1a — первый азербайджанский спутник связи, построенный компанией Orbital Sciences Corporation на основе спутниковой платформы STAR-2. Спутник весит около 3,2 тонн, оснащён 36 активными транспондерами. Находится на геостационарной орбите на позиции 46 градусов восточной долготы и охватывает регион Европы, Кавказа, Африки, Центральной Азии и Ближнего Востока. Запуск спутника произведён 7 февраля 2013 года с космодрома Куру.

## Предыстория
В 2008 году президент Азербайджана Ильхам Алиев подписал распоряжение «О создании в Азербайджане космической промышленности и выводе на орбиту телекоммуникационных спутников». В 2009 году было подписано распоряжение об утверждении государственной программы по созданию и развитию космической промышленности.
Запуск национального спутника связи обошёлся в 163 млн манат (202,6 млн долл.).
- Стоимость самого спутника — 86—87 млн. манат ($107–108 млн)
- Затраты на основную и резервную системы управления спутником — 16 млн манат ($19,8 млн.)
- Затраты на подготовку и запуск ракеты для вывода спутника на орбиту — около 40 млн манат ($49,7 млн.)
- 100% страховка — 18 млн манат ($22,4 млн.)

Окупаемость затрат составляет 5 — 7 лет.

## Вывод на орбиту

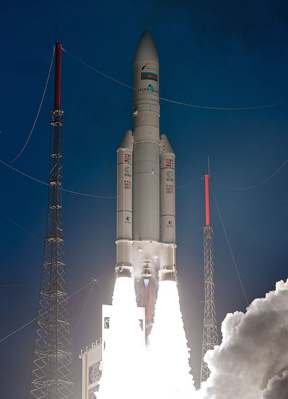
Запуск ракеты с космодрома Куру.

Вывод спутника на орбиту осуществила французская компания Arianespace. Производителем спутника Azerspace/Africasat-1a выступила Orbital Sciences Corporation.  Орбитальная позиция 46 градусов восточной долготы, на которой размещён спутник, согласно договорённости с малайзийским оператором «MEASAT», находилась в совместном использовании.
Azerspace-1 запущен на орбиту 7 февраля 2013 года в 18:36 по местному времени с Гвианского космического центра — космодрома Куру во Французской Гвиане. Запуск осуществлён ракетой-носителем «Ариан-5», на которой был изображён флаг Азербайджана. Вместе с азербайджанским спутником ракетой был выпущен на орбиту испанский спутник Amazonas-3. Срок эксплуатации спутника на орбите должен составить как минимум 15 лет. Спутник оказывает телерадиовещательные, телекоммуникационные услуги, качественную и устойчивую связь. Наличие национального спутника позволяет создать качественное телевещание, надёжную связь, увеличить число каналов.

## Функционирование
Прибыль спутника за 2 месяца эксплуатирования в 2013 году (июнь, июль) составила 5 млн. $. За период использования спутника планируется получить доход в размере 600 млн. $.
12 января 2024 года орбитальная позиция на 46° восточной долготы перешла в собственность Азербайджана.
Azerspace-1 использует диапазон частотных полос C и Ku

## Таблица частот[14]

### Телеканалы

#### Открытые телеканалы
| Пакет и его каналы | Частота МГц | Поляризация | Стандарт вещания (DVB-S — MPEG-2; DVB-S2 — MPEG-4 (HD)) | Модуляция | Видео | Кодирование | Скорость потока (SR) | FEC |
| --- | ----------- | ----------- | ------------------------------------------------------- | --------- | ----- | ----------- | -------------------- | --- |
| Wide Network Solutions: 4Turk Music HD, 4Turk Billboard HD. | 10998       | H           | DVB-S2                                                  | 8PSK      |       |             | 3300                 | 3/4 |
| ARB Media Qrup: ARB, ARB24 HD, ARB Gunesh. | 11024       | V           | DVB-S                                                   | QPSK      |       |             | 12698                | 5/6 |
| Vector A.G: 1 TV Georgia, Ajara TV HD, GDS TV, Imedi TV HD, Kavkasia, Maestro TV, Marneuli TV, Mtavari Arkhi, Obieqtivi TV, POS TV, Topaz 1 HD, Trialeti TV, TV 25 Батуми HD, TV Pirveli HD, Ювелирочка, Ukrainian Fashion, Исландия ТВ. | 11095       | H           | DVB-S2                                                  | 8PSK      |       |             | 30000                | 5/6 |
| Wide Network Solutions: Asia TV HD, Kyrgyzstan TV, New TV HD, Next TV HD, Aprel TV HD, КТРК, NBT, Канал 7 HD, Region HD, Ai TV HD, РЕН ТВ Кыргызстан, ТНВ-Планета HD.                                                                    | 11104       | V           | DVB-S2                                                  | 8PSK      |       |             | 13000                | 3/4 |
| Teleradio AZ: CBC Sport HD, Dalga TV, Dunya TV, Muz TV (Azərbaycan), Obieqtivi TV, Real TV, Space TV. | 11134       | H           | DVB-S                                                   | QPSK      |       |             | 27500                | 5/6 |
| Teleradio AZ: AzTV, Azad TV, CBC, Içtimai TV, İdman Azərbaycan TV, Mədəniyyət TV, Muz TV Azerbaycan, Xəzər TV, Грозный. | 11175       | H           | DVB-S                                                   | QPSK      |       |             | 30000                | 5/6 |

### Радиоканалы

#### Открытые радиоканалы
| Частота                     | Название радиоканалов | Радиостанции каких стран      | Кодировка |
| --------------------------- | --------------------- | ----------------------------- | --------- |
| 10998H. sr: 3300. fec: 3/4  | Pal FM 99.2           | Турецкая радиостанция.        | открыто   |
|                             | Pal Doğa              | Турецкая радиостанция.        | открыто   |
|                             | Radyo Doruk           | Турецкая радиостанция.        | открыто   |
|                             | Siaray Türk           | Турецкая радиостанция.        | открыто   |
|                             | ST Endüstri Radyo     | Турецкая радиостанция.        | открыто   |
|                             | Radyo 45'lik          | Турецкая радиостанция.        | открыто   |
| 11025V. sr: 12700. fec: 5/6 | Kәpәz FM              | Азербайджанская радиостанция. | открыто   |
| 11094H. sr: 30000. fec: 5/6 | Radio Ajara           | Грузинская радиостанция.      | открыто   |
|                             | Radio Imedi           | Грузинская радиостанция.      | открыто   |
|                             | Radio Iveria          | Грузинская радиостанция.      | открыто   |
| 11104V. sr: 13000. fec: 3/4 | Next FM               | Киргизская радиостанция.      | открыто   |
|                             | Radio Tumar           | Киргизская радиостанция.      | открыто   |
| 11135H. sr: 27500. fec: 5/6 | Radio Space           | Азербайджанская радиостанция. | открыто   |
|                             | Araz FM               | Азербайджанская радиостанция. | открыто   |
|                             | Radio Lider           | Азербайджанская радиостанция. | открыто   |
|                             | Asan Radio            | Азербайджанская радиостанция. | открыто   |
| 11175H. sr: 27500. fec: 5/6 | Araz FM               | Азербайджанская радиостанция. | открыто   |
|                             | FM 106.3              | Азербайджанская радиостанция. | открыто   |
|                             | Ictimai Radio         | Азербайджанская радиостанция. | открыто   |
|                             | Media FM              | Азербайджанская радиостанция. | открыто   |
|                             | Radio Antenn          | Азербайджанская радиостанция. | открыто   |
|                             | RADIO INT             | Азербайджанская радиостанция. | открыто   |
|                             | Radio Respublika      | Азербайджанская радиостанция. | открыто   |
|                             | Xəzər FM              | Азербайджанская радиостанция. | открыто   |
|                             | Fərqli Radio          | Азербайджанская радиостанция. | открыто   |